# Arte ibera

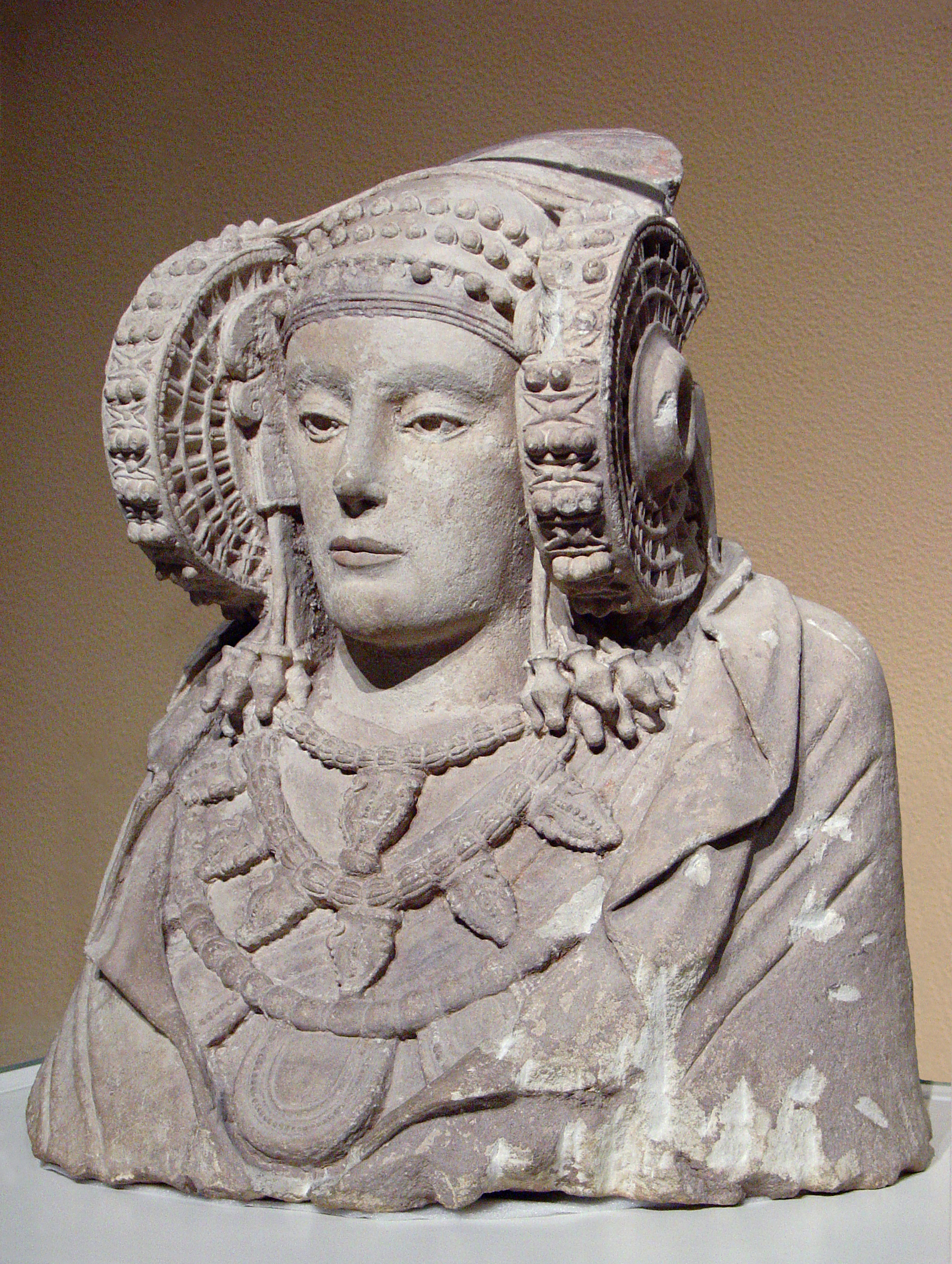
Dama de Elche (Museu Arqueológico Nacional de Espanha, Madrid).

A arte ibera é o estilo artístico próprio do povo ibero. As melhores manifestações são escultóricas, realizadas em pedra e bronze; os vestígios conservados em madeira e barro cozido, por ser materiais perecíveis, são escassos.

## Área de influência
A área de expansão da escultura ibérica não é muito ampla, embora sim muito diversificada, o que favoreceu uma grande variedade regional propiciada, em boa medida, pelas riquezas naturais e os traços culturais de cada zona. As suas manifestações centram-se em três áreas: Andaluzia, o centro da península e a zona do Levante.

### Andaluzia

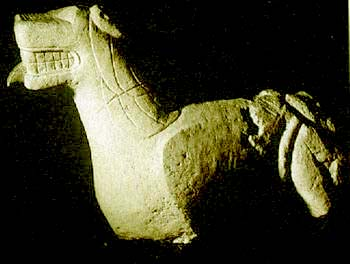
Leão de Bujalance, século V a.C.

A área andaluza, de Huelva e Granada, é de uma grande complexidade pela influência cultural povos colonizadores orientais que se instalaram nela antes (Fenícios, Gregos, etc.) e pela tradição deixada pelos Tartésios. A proliferação de vestígios arquitetônicos e escultóricos, bem como amostras de ourivesaria e cerâmica são os traços mais distintivos desta região. Junto a esta corrente oriental aprecia-se em Andaluzia outra de origem helênica, que se introduz desde as costas alicantinas para sul, presente no Conjunto de Cerrillo Blanco de Porcuna, o Santuário Heroico do Cerro del Pajarillo (Huelma) e no Sítio de Osuna (do século III a.C.).

### Interior
No interior, concretamente na parte ocidental de La Mancha, destaca-se a importante cidade (ópido) de Alarcos junto ao rio Guadiana e com importantes vestígios de ruas empedradas, ex-votos e figuras de bronze. As ruínas da cidade ibera (logo romana e visigótica) de Oretum, capital da antiga Oretânia a ambos os lados de Despeñaperros apenas estão escavadas. Os vestígios são escassos nesta zona: cerâmicas, figuras de bronze e ex-votos nos Santuários de Despeñaperros e Castellar de Santiesteban, Nesta zona ocidental os vestígios cerâmicos parecem aparentá-la com a Andaluzia.
Não ocorre o mesmo com La Mancha oriental e as estribações da Serrania de Cuenca, onde se palpa a influência do estilo artístico ibero-levantino, sobretudo  a cerâmica. A zona central e meridional da província de Cuenca constitui o limite setentrional do mundo ibero que liga com os celtiberos da serra. Aqui destacam-se numerosas jazidas na Manchuela de Cuenca como Barchín del Hoyo e, sobretudo, o ópido de Ikalesken (atual Iniesta) que conserva o único mosaico da arte ibera e um dos mais antigos do mediterrâneo. Este mosaico tem a particularidade de representar a fusão das cultura ibera, grega e fenícia. A cultura ibera é representada pelo lobo, animal sagrado; a grega por Pégaso e a fenícia pela representação da deusa Astarté, no meio da composição. O mosaico, do século VI a.C. aproximadamente, é muito arcaico na sua realização mas pelo interesse artístico e a antiguidade que tem vale a pena ser considerado como um dos emblemas da arte ibérica.

### Albacete
Os territórios da atual província de Albacete são especialmente pródigos enquanto a achados de amostras diversas de arte ibérica, especialmente escultura, apesar do pouco estudada que está grande parte da zona. Muito sucintamente, podem-se mencionar a grande quantidade de esculturas achadas no importante centro de culto do Cerro de los Santos -especialmente a Grã Dama Oferente- e no Llano de la Consolación. Como peças únicas destacam-se a Bicha de Balazote, a Dama de Caudete, a Esfinge de Haches, a Cerva de Caudete, o Sepulcro de Pozo Moro ou a Esfinge de El Salobral. Em ourivesaria destaca-se o chamado Tesouro de Abengibre, conjunto de louça de prata com inscrições iberas.
A existência de grandes ópidos na província ainda sem estudar, talvez aumente sensivelmente o número de vestígios de arte ibérica. Embora esta zona sempre seja qualificada como de passagem ou de extensão de influências ibéricas levantinas ou andaluzas, é possível que o fluxo de extensão fosse, mais bem, em senso inverso e seja esta uma zona nuclear.

### Levante
No levante valenciano, na antiga Edetânia, as manifestações ibéricas mostram grandes vinculações, não somente com a velhas tradições dos primeiros povoadores do Bronze e do Ferro, como por exemplo na incineração como sistema de enterramento, se não também com as correntes orientais achegadas pelos colonizadores gregos, dos quais recolhem características próprias do período arcaico grego, tratam os mesmos temas - esfinges, grifos -, e utilizam decoração geométrica na cerâmica, com fundos amarelentos ou ligeiramente avermelhados.
Esta corrente levantina transmites-e para zonas isoladas do vale do Ebro, onde se mistura com os substratos célticos e posteriormente romanos.

## Escultura

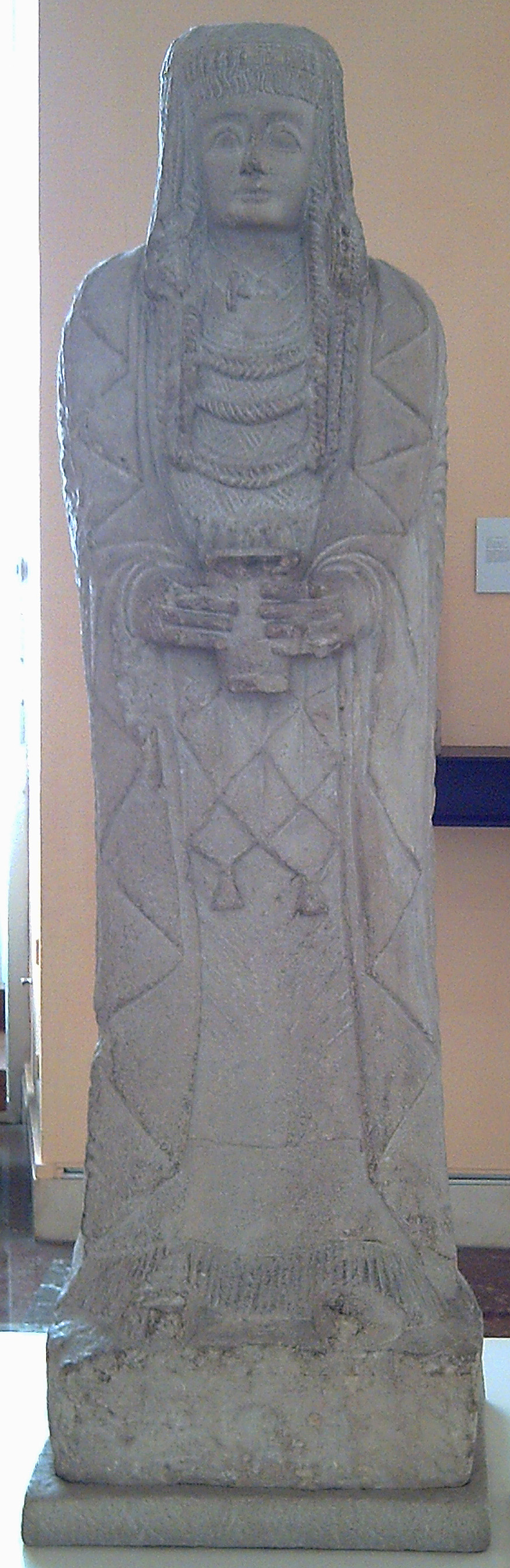
Grã Dama Oferente (Museu Arqueológico Nacional de Espanha).

A atividade melhor conhecida da arte ibérica é a escultura figurativa, com pequenas estatuetas de bronze, utilizadas como oferendas ou ex-votos, e estátuas de pedra de maior tamanho. Os sítios arqueológicos mais importantes são os santuários do Cerro de los Santos e o de Llanos de la Consolación, em Albacete; o santuário do Collado de los Jardines, em Despeñaperros (Jaén), em Coy e o do Cigarralejo em Múrcia.
Entre as esculturas realizadas em pedra, classificáveis segundo a sua finalidade funerária ou religiosa, encontra-se a Dama de Baza e a Dama de Elche (Museu Arqueológico Nacional da Espanha, em Madrid), que apresentam uma rica decoração e que serviram de urna funerária. Posterior às anteriores, e com finalidade religiosa, é a Grã Dama Oferente (do século III a.C.), procedente do Cerro de los Santos em Montealegre del Castillo (Albacete), em cuja longa vestimenta de profundos e geométricas pregas, e no frontalismo da sua estrutura, apreciam-se as influências arcaicas da plástica grega.
Desta mesma época é o Leão de Coy e a Bicha de Balazote (Museu Arqueológico Nacional de Madrid), achada na localidade albacetenha que lhe dá nome e relacionada aos touros antropocéfalos mesopotâmicos e seres de aspecto feroz do mundo hitita.
Na ourivesaria, destaca-se o Tesouro de Jávea formado por peças de ouro e prata de delicado trabalho de influxo grego.